# アレクサンドル・ミハイロヴィチ (プロンスク公)
アレクサンドル・ミハイロヴィチ（ロシア語: Александр Михайлович、? - 1340年）は、プロンスク公ミハイル・ヤロスラヴィチ(ru)の子である。プロンスク公：? - 1340年。
1340年にジョチ・ウルスに貢物を贈ろうとしたが、その途中でいとこのリャザン大公イヴァン(ru)に拘束された。その後リャザンへと送られて処刑された。

## 子
- ヤロスラフ(ru)：プロンスク公・1340年 - 1342年、リャザン大公・1342年 - 1344年。

また、以下の人物はアレクサンドルの子であるという説と、リャザン大公アレクサンドル・ヤロスラヴィチの子であるという説がある。
- イヴァン
- ヴァシリー